# Salto Grande
Salto Grande ist ein Wasserkraftwerk, das sich nördlich von der uruguayischen Stadt Salto und der argentinischen Stadt Concordia befindet. Der Río Uruguay wird an der Stelle zum Stausee Embalse Salto Grande aufgestaut. Dieser liegt auf der Grenze zwischen Uruguay und Argentinien. Sein Speicherinhalt beträgt 5 Milliarden Kubikmeter und seine Wasseroberfläche 783 km².
Der Bau wurde 1974 begonnen, und ab 1979 wurde Elektrizität produziert. Das Wasserkraftwerk ist ausgerüstet mit 14 Kaplan-Turbinen, die 1890 Megawatt erzeugen können. Die Hochwasserentlastung hat eine Abflusskapazität von 64.000 m³/s.
Das Absperrbauwerk ist 3000 m lang, maximal 65 m hoch und besteht aus einem Erdschüttdamm kombiniert mit einer Gewichtsstaumauer. Darauf verlaufen eine Straße und eine Eisenbahnstrecke, die Uruguay mit Argentinien verbinden.